# Huth (Klingenthal)
Huth bzw. An der Huth ist eine zur Ortschaft Klingenthal gehörige Siedlung der Stadt Klingenthal im sächsischen Vogtlandkreis. Die Siedlung liegt in der Gemarkung Klingenthal und besteht teilweise aus Plattenbauten der DDR-Zeit.

## Geografie

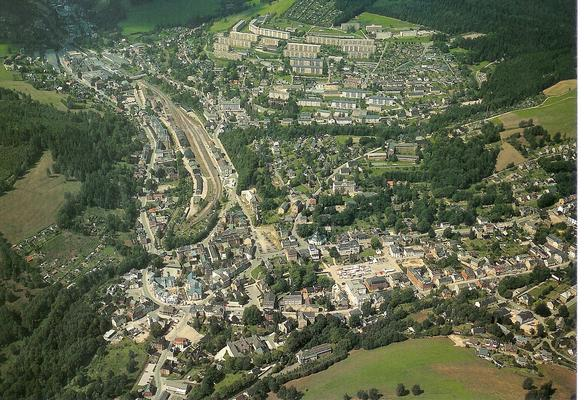
Luftaufnahme von Klingenthal, der Stadtteil Huth befindet sich am oberen Bildrand

### Lage
Huth liegt im Südosten des sächsischen Teils des historischen Vogtlands, gehört aber bezüglich des Naturraums zum Westerzgebirge. Die Siedlung befindet sich westlich der Klingenthaler Altstadt, von der sie durch den Dürrenbach, einem Zufluss der Zwota getrennt wird. Von dem südlich liegenden Stadtteil Döhlerwald wird Huth durch die Bahnstrecke Zwotental–Klingenthal abgegrenzt. Huth liegt im Naturpark Erzgebirge/Vogtland.

### Nachbarorte
|       | Brunndöbra                                  |                        |
| Zwota | Kompassrose, die auf Nachbargemeinden zeigt | Klingenthal (Hauptort) |
|       | Döhlerwald                                  |                        |

## Geschichte
Seit Ende des 16. Jahrhunderts waren die Täler des Dürrenbachs und der Brunndöbra die bedeutendsten Bergbaugebiete der Klingenthaler Region. Erste Siedlungen im Gebiet des heutigen Klingenthaler Stadtteils „An der Huth“ sind im 19. Jahrhundert erwähnt. So wird um 1830 die zu Klingenthal gehörige Siedlung „Dürrenbach“ und um 1875 die Siedlung „Huth“ genannt. Im Jahr 1913 wurde im Dürrenbachtal die erste Klingenthaler Großschanze erbaut. Zwischen 1976 und 1999 existierten am Dürrenbach mehrere Kleinschanzen.
Die heutige Besiedlung des Areals westlich der Klingenthaler Altstadt setzte jedoch erst zur Zeit der DDR ein. Nördlich der Bahnstrecke Zwotental–Klingenthal entstanden zwischen 1959 und 1982 eine große Wohnsiedlung, zum Teil mit Plattenbauten.

## Öffentlicher Nahverkehr
Huth ist über die PlusBus-Linie 20 des Verkehrsverbunds Vogtland im Stundentakt mit dem Stadtzentrum Klingenthal, Auerbach und Rodewisch verbunden. Außerdem verkehrt die Linie 90 im Zweistundentakt nach Schöneck, Oelsnitz und Plauen sowie zum Aschberg.